# Шлемник копьелистный
Шле́мник копьели́стный (лат. Scutellária hastifólia) — многолетнее травянистое растение; вид рода Шлемник (Scutellaria) семейства Яснотковые (Lamiaceae).

## Ботаническое описание
Многолетник 15—35 (до 40) см высотой с тонким ползучим корневищем.
Стебли прямостоячие, в основании приподнимающиеся, простые, иногда ветвистые.

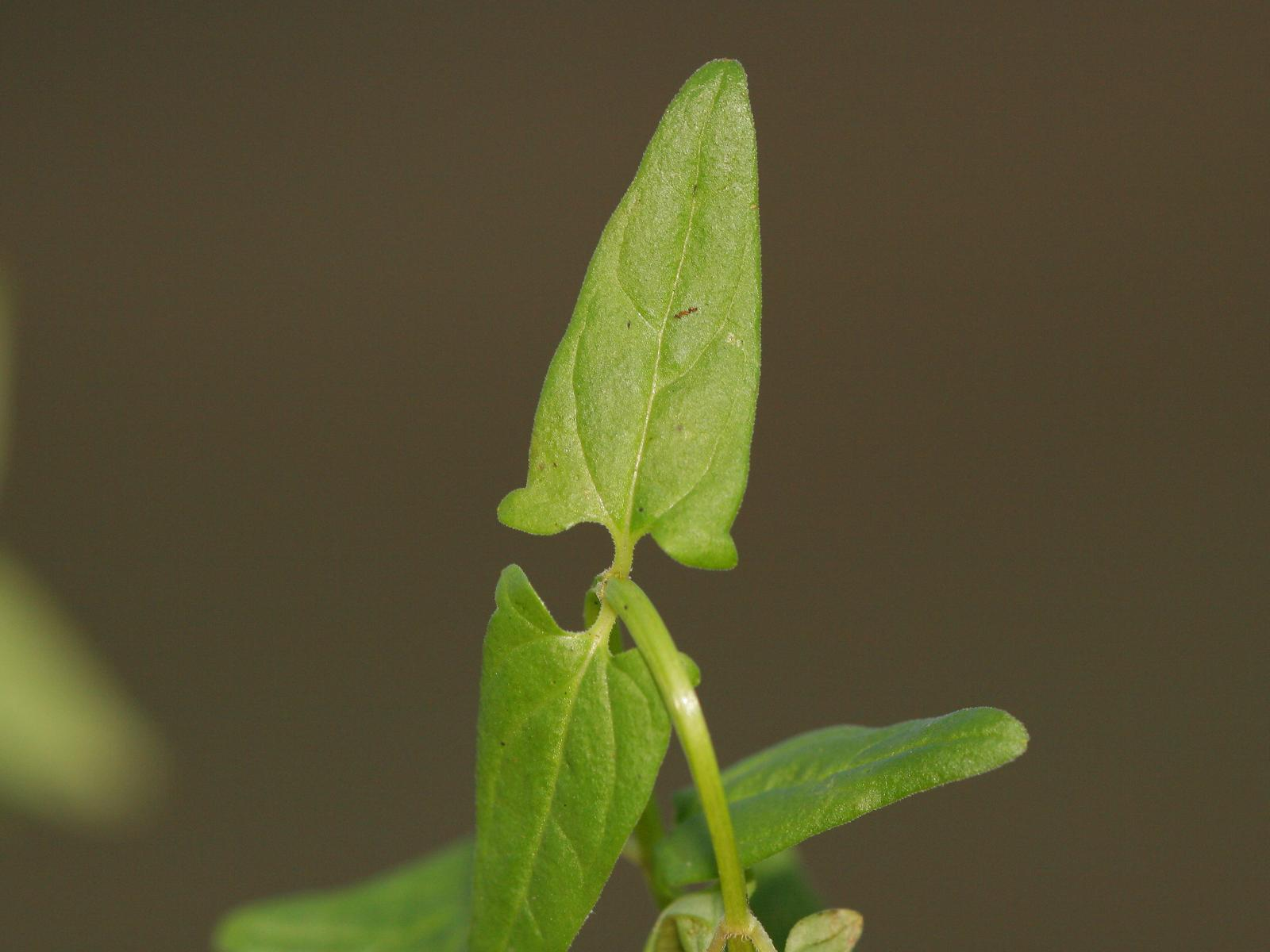
Характерная форма листовой пластинки

Листья супротивные, черешковые, ланцетные, цельнокрайние, их пластинки продолговато-яйцевидные, 1,5—4 см длиной и 0,5—1,5 см шириной, нижние и средние при основании копьевидные, с одним - тремя зубцами на лопастях.
Цветки синие или тёмно-голубые, реже фиолетовые, по два на коротких цветоножках в пазухах верхних листьев, образуют одностороннее кистевидное соцветие. Чашечка колокольчатая, сверху с выраженным поперечным полым выростом, 2—4 мм длиной, обычно густо железисто опушённая. Венчик сростнолепестный, двугубый, 15—22 мм длиной, голубовато-фиолетовый. Цветёт в июне — августе.
Плоды из орешковидных плодиков 1—1,5 мм в диаметре.
Размножается семенами и вегетативно (корневищами).
Число хромосом 2n=32.

## Распространение и экология
Травянистый стержнекорневой многолетник. Кальцефил.
В России встречается по побережью Финского залива, спорадически в европейской части, за исключением севера и крайнего юго-востока, на Кавказе, а также в Западной Сибири. Вне России распространён в Восточной и Центральной Европе и в Южной Скандинавии по побережью Балтийского моря, исключая побережье Ботнического залива, на Балканах, в Предкавказье.
Лимитирующие факторы — уничтожение местообитаний из-за чрезмерного выпаса скота и эрозии степных почв, изменение гидрологического режима территорий, застройка территорий.

## Охранный статус

### В России
В России вид входит в Красные книги Владимирской, Ивановской, Костромской, Ленинградской, Московской, Новгородской, Смоленской, Тульской, Ульяновской и Ярославской областей, а также республики Удмуртия. Растёт на территории нескольких особо охраняемых природных территорий России.

### На Украине
Решением Луганского областного совета № 32/21 от 03.12.2009 г. вид входит в «Список регионально редких растений Луганской области».

## Классификация

### Таксономия
Scutellaria hastifolia L., 1753, Sp. Pl. : 599
Вид Шлемник копьелистный относится к роду Шлемник (Scutellaria) семейства Яснотковые (Lamiaceae) порядка Ясноткоцветные (Lamiales). Таксономическая схема в соответствии с Системой APG IV по состоянию на декабрь 2023 года:
|  |                                      |  |                                   |                                   |                      |  | ещё 23 семейства | ещё 23 семейства |                          |  |  |  | еще 476 подтвержденных видов и 62 таксона, ожидающих подтверждения |
|  |                                      |  |                                   |                                   |                      |  | ещё 23 семейства | ещё 23 семейства |                          |  |  |  | еще 476 подтвержденных видов и 62 таксона, ожидающих подтверждения |
|  |                                      |  |                                   | порядок Ясноткоцветные            |                      |  |                  |                  | род Шлемник              |  |  |  |                                                                    |
|  |                                      |  |                                   | порядок Ясноткоцветные            |                      |  |                  |                  | род Шлемник              |  |  |  |                                                                    |
|  | отдел Цветковые, или Покрытосеменные |  |                                   |                                   | семейство Яснотковые |  |                  |                  | вид Шлемник копьелистный |  |  |  |                                                                    |
|  | отдел Цветковые, или Покрытосеменные |  |                                   |                                   | семейство Яснотковые |  |                  |                  |                          |  |  |  |                                                                    |
|  |                                      |  | ещё 63 порядка цветковых растений | ещё 63 порядка цветковых растений |                      |  |                  | ещё 268 родов    | ещё 268 родов            |  |  |  |                                                                    |
|  |                                      |  |                                   | ещё 63 порядка цветковых растений |                      |  |                  |                  | ещё 268 родов            |  |  |  |                                                                    |